# Adele Bierbrauer
Adele Bierbrauer (ur. 30 października 1900) – austriacka lekkoatletka, sprinterka.
Mistrzyni kraju w biegach na 100 (1920) i 400 (1918) metrów.
Rekordzistka Austrii w biegach na 100 (14,4 w 1917) i 400 (1:10,0 w 1917, 1:10,0 w 1918 oraz 1:07,6 w 1921) metrów.